# オクラホマ巨人
『オクラホマ巨人』（オクラホマきょじん、Oklahoma Crude）は1973年のアメリカ合衆国の映画。
オクラホマの油田を舞台に、石油採掘に命を賭ける3人の男女と資本家の争いを描いた作品。スタンリー・クレイマー監督の作品で、出演はジョージ・C・スコットなど。
第8回モスクワ国際映画祭では金賞を受賞した。また、アン・マレーの歌う主題歌「Send a Little Love My Way」が第31回ゴールデングローブ賞で主題歌賞にノミネートした。

## キャスト
| 役名           | 俳優                   | 日本語吹替                               | 日本語吹替 |
| 役名           | 俳優                   | TBS版                                    | 機内上映版 |
| -------------- | ---------------------- | ---------------------------------------- | ---------- |
| メイソン       | ジョージ・C・スコット  | 川合伸旺                                 |            |
| リナ           | フェイ・ダナウェイ     | 平井道子                                 |            |
| クレオン       | ジョン・ミルズ         | 八奈見乗児                               |            |
| ヘルマン       | ジャック・パランス     | 西村晃                                   | 大塚周夫   |
| マリオン       | ウィリアム・ラッキング | 渡部猛                                   |            |
| ウィルコックス | ハーベイ・ジェイソン   | 西川幾雄                                 |            |
| ウォブリー     | テッド・ゲーリング     |                                          |            |
| マッシブマン   | クリフ・オズモンド     |                                          |            |
| ブリス         | ハーヴェイ・パーリー   | 田中康郎                                 |            |
| 不明 その他    |                        | 峰恵研 宮下勝 小野丈夫 亀井三郎 広瀬正志 |            |
|                |                        |                                          |            |
| 演出           | 演出                   | 蕨南勝之                                 |            |
| 翻訳           | 翻訳                   | 入江敦子                                 |            |
| 効果           |                        |                                          |            |
| 調整           |                        |                                          |            |
| 制作           | 制作                   | 東北新社                                 |            |
| 解説           |                        |                                          |            |
| 初回放送       | 初回放送               | 1978年12月18日 『月曜ロードショー』      |            |

## スタッフ
- 監督・製作：スタンリー・クレイマー
- 脚本：マーク・ノーマン
- 撮影：ロバート・サーティース
- 編集：フォーマー・ブラングステッド
- 音楽：ヘンリー・マンシーニ